# Luigi Simoni
Luigi Simoni, detto Gigi (Crevalcore, 22 gennaio 1939 – Pisa, 22 maggio 2020), è stato un calciatore, allenatore di calcio e dirigente sportivo italiano, di ruolo centrocampista.
Da calciatore ha vinto la Coppa Italia 1961-1962 con il Napoli e il campionato di Serie B 1972-1973 con il Genoa. Come allenatore è ricordato in particolar modo per i risultati conseguiti alla guida dell'Inter nella stagione 1997-1998, in cui concluse il campionato al secondo posto e vinse la Coppa UEFA, e per le 8 promozioni ottenute in carriera (un risultato superato in Italia solo da Osvaldo Jaconi, detentore di 11 salti di categoria): 7 in Serie A con Genoa (1975-1976 e 1980-1981), Brescia (1979-1980), Pisa (1984-1985 e 1986-1987), Cremonese (1992-1993) e Ancona (2002-2003), e una in Serie C1 con la Carrarese (1991-1992). Con la Cremonese ha inoltre vinto la Coppa Anglo-Italiana 1992-1993.
Nel 2003, in occasione del centenario della Cremonese, è stato nominato "allenatore del secolo" dei grigiorossi, mentre nel 2013 è stato inserito dal Genoa nella propria Hall of fame. Nel 2022 è stato introdotto nella Hall of Fame del calcio italiano. Da allenatore, detiene il record di promozioni dalla Serie B alla Serie A (ben sette) oltreché di campionati vinti (tre).

## Biografia
Sposato in prime nozze con Leda, aveva avuto con lei quattro figli tra cui Adriano, morto prematuramente nel 1999 all'età di 33 anni per le conseguenze di un incidente stradale. Dalla seconda moglie, Monica, aveva avuto un quinto e ultimo figlio, Leonardo, anche lui entrato poi nel mondo del calcio con mansioni operative.
Residente a Pisa fin dagli anni 80, il 22 giugno 2019 accusò un malore nella sua abitazione di San Piero a Grado, venendo ricoverato d'urgenza in terapia intensiva al Policlinico di Pisa; la moglie Monica rivelò successivamente che l'ex allenatore era stato colpito da ictus.
Morì il 22 maggio 2020 all'Ospedale Cisanello di Pisa, per un peggioramento delle sue condizioni di salute, all'età di 81 anni.

## Caratteristiche tecniche

### Giocatore
Ricopriva il ruolo di mezzala.

### Allenatore
Difensivamente, durante la sua esperienza all'Inter, utilizzò la marcatura a uomo e ripristinò la figura del libero, assente nella precedente gestione di Roy Hodgson.

## Carriera

### Giocatore

Simoni al Genoa nel 1973

Ha fatto parte del Mantova di Edmondo Fabbri, promosso in Serie A; nel 1961 si trasferisce in prestito al Napoli, in Serie B, ottenendo la promozione e la vittoria in Coppa Italia. Tornato in pianta stabile a Mantova, con i virgiliani ha debuttato nella massima serie, il 7 ottobre 1962 contro il Lanerossi Vicenza. Disputa due campionati di Serie A, prima di trasferirsi al Torino, nel 1964, dove forma con Luigi Meroni la coppia di ali titolari, realizzando 10 reti, record personale.
Rimane in granata per tre stagioni, prima di passare nell'estate 1967 ai concittadini della Juventus quale parziale risarcimento per la trattativa-Meroni, sfumata a causa delle forti proteste della piazza granata: tuttavia in bianconero non trova spazio, disputando 11 partite di campionato. A fine stagione accetta quindi il trasferimento in Serie B, al Brescia, con cui ottiene la promozione in Serie A. Chiude la carriera nel 1974, a 35 anni, dopo un triennio al Genoa, dove trova la quarta promozione personale nella massima serie, nel campionato 1972-1973.
Ha disputato complessivamente 368 partite da professionista (62 reti), di cui 187 in Serie A, con 32 reti.
Fu convocato per tre raduni della nazionale dal CT Edmondo Fabbri, rimanendo coinvolto in un curioso episodio: nell'amichevole contro l'Ungheria del 27 giugno 1965 prestò la propria maglia, la numero 16, al debuttante Gigi Riva, chiamato a sostituire dopo pochi minuti l'infortunato Ezio Pascutti; ciò indusse ripetutamente in errore il telecronista Nicolò Carosio, convinto che sul terreno di gioco fosse entrato Simoni.

### Allenatore

#### Genoa, Brescia e ritorno al Genoa

Simoni (in alto), passato a sedersi sulla panchina genoana, viene portato in trionfo dopo la promozione in Serie A al termine del campionato 1980-81

Inizia la carriera da allenatore subentrando a Guido Vincenzi sulla panchina del Genoa, in Serie B, nel corso della stagione 1974-1975. In quattro anni alla guida del Grifone ottiene il settimo posto all'esordio in Serie B, il primo posto nel campionato cadetto, la promozione in Serie A nel 1975-1976 e l'undicesimo posto alla prima stagione di Serie A, poi subisce la retrocessione in Serie B nel 1977-1978, dopo aver chiuso il campionato di Serie A al quattordicesimo posto.
Lasciata Genova, allena per due anni il Brescia, portandolo nella massima serie nel 1979-1980, dopo che l'anno prima aveva raggiunto l'ottava posizione in cadetteria. Torna ad allenare il Grifone nel campionato di Serie B 1980-1981, al termine del quale centra la promozione in Serie A; rimane sulla panchina rossoblù fino alla conclusione del campionato di Serie A 1983-1984, quando la squadra non riesce a raggiungere quella che sarebbe stata la terza salvezza consecutiva.

#### Esperienze in B, C1 e C2
Dal 1984 al 1990 non si lega a una società per più di una stagione, e sempre nelle serie inferiori; allena il Pisa portandolo in Serie A, successivamente si trasferisce a Roma, sponda Lazio, poi ancora al Pisa, ancora al Genoa, e poi Empoli e Cosenza, sempre in serie cadetta; ottiene due promozioni con il Pisa (con relativo campionato vinto) e patisce tre esoneri, con Genoa, Empoli e Cosenza (i primi della carriera). Nel 1990 riparte dalla Serie C1, subentrando alla guida della Carrarese; nella prima stagione non riesce a evitare la retrocessione, mentre nella successiva ottiene la promozione.

#### Cremonese e breve esperienza a Napoli

Simoni (a sinistra) sulla panchina della Cremonese nella stagione 1992-93 con il presidente grigiorosso Domenico Luzzara

Nel 1992 viene nominato allenatore della Cremonese, che guida per quattro anni, ottenendo una promozione in Serie A e due salvezze in massima divisione e subendo la retrocessione in B nel 1995-1996. Con la Cremonese, nel 1993, vince la Coppa Anglo-Italiana 1992-1993: i grigiorossi battono a Wembley in finale il Derby County con il risultato di 3-1.
Nel 1996 viene nominato allenatore del Napoli. Con la formazione partenopea è autore di un ottimo girone di andata in campionato, stazionando al secondo posto fino alla sosta natalizia, alle spalle della Juventus; è invece negativa la tornata di ritorno, finché il 22 aprile 1997, non vincendo più da dieci turni, e con il tecnico già accordatosi con l'Inter per la stagione seguente, il presidente Corrado Ferlaino lo esonera. Lascia la squadra al sest'ultimo posto e in finale di Coppa Italia, venendo sostituito da Vincenzo Montefusco.

#### Inter
Nel luglio successivo, come da accordi precedenti, approda sulla panchina dell'Inter. Grazie anche ai gol del nuovo acquisto Ronaldo, la formazione milanese contende il primato alla Juventus in campionato: il duello culmina nello scontro diretto di Torino del 26 aprile 1998, vinto dai bianconeri tra le polemiche di parte interista; in particolare lo stesso Simoni viene espulso per essere entrato nel terreno di gioco e avere ingiuriato l'arbitro Piero Ceccarini, accusandolo di non aver accordato un calcio di rigore per un contatto in area tra Mark Iuliano e Ronaldo. Concluso il torneo al secondo posto, i nerazzurri si rifanno in Europa vincendo la Coppa UEFA, grazie al successo per 3-0 nella finale del Parco dei Principi di Parigi sui connazionali della Lazio.

Simoni (a destra) e Ronaldo all'Inter nell'estate 1997

La stagione successiva, nonostante l'arrivo di Roberto Baggio, vede una squadra in difficoltà di gioco e risultati. A fine novembre, malgrado una ripresa, il tecnico viene esonerato dal presidente Massimo Moratti; pur dichiarandosi amareggiato dalla decisione, Simoni affermò di non provare rancore verso il patron nerazzurro.

#### Piacenza e Torino
Il 1º giugno 1999 diventa allenatore del Piacenza. L'11 gennaio 2000, dopo aver totalizzato 11 punti in 16 partite e con la squadra al penultimo posto in Serie A, viene esonerato. Il 2 giugno è nominato allenatore del Torino, in Serie B. Il 31 ottobre, dopo appena otto partite (2 vittorie, 3 pareggi e 3 sconfitte), viene sollevato dall'incarico e sostituito da Giancarlo Camolese.

#### CSKA Sofia
Il 10 dicembre 2001 viene nominato allenatore del CSKA Sofia. In Bulgaria ottiene il terzo posto in campionato e perde la finale della Coppa di Bulgaria per 3-1 contro il Levski Sofia. Il 31 maggio 2002 si dimette.

#### Ancona e Napoli
Il 4 luglio, dopo aver risolto consensualmente il contratto che lo legava alla squadra bulgara, firma con l'Ancona. Nel 2002-2003 guida i suoi al quarto posto, ottenendo la promozione in Serie A, e in Coppa Italia viene eliminato agli ottavi di finale dal Milan. Il 22 giugno 2003 viene esonerato. Il 10 novembre ritorna al Napoli, in sostituzione dell'esonerato Andrea Agostinelli. Con i partenopei in Serie B si classifica al tredicesimo posto con 36 punti, ottenendo la salvezza, poi revocata per il fallimento della società con conseguente retrocessione in Serie C1.

#### Siena e Lucchese
Il 13 giugno 2004 viene ufficializzata la sua nomina come allenatore del Siena, in Serie A. Il 10 gennaio 2005, dopo appena aver raccolto 3 vittorie, 7 pareggi, 8 sconfitte in 18 giornate, viene esonerato.
L'11 ottobre 2005 il presidente Hadj lo nomina allenatore della Lucchese, in Serie C1, in sostituzione dell'esonerato Paolo Indiani. Quattro giorni dopo esordisce con un pareggio 1 a 1 contro il Chieti. In campionato si piazza al settimo posto con 49 punti, con un bilancio di 11 vittorie, 8 pareggi, 8 sconfitte in 27 partite, e giunge ai quarti di finale, venendo eliminato dalla Sanremese, nella Coppa Italia Serie C.

#### Gubbio
Il 25 febbraio 2009 viene assunto al Gubbio, in Lega Pro Seconda Divisione, in veste di direttore tecnico, affiancato dall'allenatore Riccardo Tumiatti. Il 5 aprile siede sulla panchina umbra affiancando il giovane Tumiatti per le partite dei play-off, cercando di essere più vicino alla squadra, dato che prima di allora aveva sempre seguito le gare dalla tribuna.
Il 18 ottobre 2011, all'età di 72 anni, viene richiamato in panchina per sostituire l'esonerato Fabio Pecchia alla guida della formazione rossoblù Sei giorni dopo, alla partita d'esordio, batte per 1-0 in casa il Torino capolista, interrompendo così la striscia positiva di 10 risultati utili consecutivi dei granata. Il 29 ottobre la presidenza comunica che il tecnico rimarrà alla guida del club fino al termine della stagione. Il 20 marzo 2012, dopo la 31ª giornata, torna a ricoprire il ruolo di direttore tecnico, lasciando la carica di allenatore al proprio vice Marco Alessandrini. In 21 partite alla guida degli eugubini ha ottenuto 20 punti, con 5 vittorie, 5 pareggi e 11 sconfitte.

### Dirigente

#### Lucchese
Il 7 giugno 2006 lascia la guida della Lucchese a colui che è stato suo vice in panchina, ovvero Fulvio Pea, andando a ricoprire il ruolo di direttore tecnico del club rossonero. Il 2 febbraio 2007, dopo l'esonero di Pea, decide anche lui di dimettersi dall'incarico dirigenziale.

#### Gubbio
Il 29 maggio 2009, dopo la parentesi di campo insieme all'allenatore Riccardo Tumiatti, Simoni rinnova il contratto con il Gubbio e decide di ricoprire unicamente il ruolo di direttore tecnico. Sotto la sua direzione, e con Vincenzo Torrente come allenatore, la squadra rossoblù guadagna due promozioni di fila, dalla Lega Pro Seconda Divisione alla Serie B, guadagnandosi la conferma per un'ulteriore stagione. Il 27 maggio 2012 conclude il proprio rapporto professionale con il club umbro.

#### Cremonese
Il 28 gennaio 2013 entra ufficialmente nei quadri dirigenziali della Cremonese come direttore tecnico. Il 17 giugno 2014 viene nominato presidente della società grigiorossa al posto di Maurizio Calcinoni. Il 23 giugno 2015 il consiglio di amministrazione del club lo riconferma insieme al direttore sportivo Stefano Giammarioli. Il 2 giugno 2016 termina il suo mandato di presidente, venendo succeduto da Michelangelo Rampulla.

## Statistiche

### Statistiche da allenatore
In grassetto le competizioni vinte. Ai fini statistici, non vengono conteggiate le panchine da direttore tecnico.
| Stagione            | Squadra          | Campionato       | Campionato | Campionato | Campionato | Campionato | Coppe nazionali | Coppe nazionali | Coppe nazionali | Coppe nazionali | Coppe nazionali | Coppe continentali | Coppe continentali | Coppe continentali | Coppe continentali | Coppe continentali | Altre coppe | Altre coppe | Altre coppe | Altre coppe | Altre coppe | Totale | Totale | Totale | Totale | % Vittorie | Piazzamento       |
| Stagione            | Squadra          | Comp             | G          | V          | N          | P          | Comp            | G               | V               | N               | P               | Comp               | G                  | V                  | N                  | P                  | Comp        | G           | V           | N           | P           | G      | V      | N      | P      | %          | Piazzamento       |
| ------------------- | ---------------- | ---------------- | ---------- | ---------- | ---------- | ---------- | --------------- | --------------- | --------------- | --------------- | --------------- | ------------------ | ------------------ | ------------------ | ------------------ | ------------------ | ----------- | ----------- | ----------- | ----------- | ----------- | ------ | ------ | ------ | ------ | ---------- | ----------------- |
| feb.-giu. 1975      | Genoa            | B                | 20         | 7          | 7          | 6          | CI              | 0               | 0               | 0               | 0               | -                  | -                  | -                  | -                  | -                  | -           | -           | -           | -           | -           | 20     | 7      | 7      | 6      | 35,00      | Sub. 7º           |
| 1975-1976           | Genoa            | B                | 38         | 14         | 17         | 7          | CI              | 10              | 2               | 3               | 5               | -                  | -                  | -                  | -                  | -                  | -           | -           | -           | -           | -           | 48     | 16     | 20     | 12     | 33,33      | 1º (prom.)        |
| 1976-1977           | Genoa            | A                | 30         | 8          | 11         | 11         | CI              | 4               | 2               | 2               | 0               | -                  | -                  | -                  | -                  | -                  | -           | -           | -           | -           | -           | 34     | 10     | 13     | 11     | 29,41      | 11º               |
| 1977-1978           | Genoa            | A                | 30         | 5          | 15         | 10         | CI              | 4               | 2               | 1               | 1               | -                  | -                  | -                  | -                  | -                  | -           | -           | -           | -           | -           | 34     | 7      | 16     | 11     | 20,59      | 14º (retr.)       |
| 1978-1979           | Brescia          | B                | 38         | 11         | 17         | 10         | CI              | 4               | 1               | 1               | 2               | -                  | -                  | -                  | -                  | -                  | -           | -           | -           | -           | -           | 42     | 12     | 18     | 12     | 28,57      | 8º                |
| 1979-1980           | Brescia          | B                | 38         | 17         | 11         | 10         | CI              | 4               | 1               | 1               | 2               | -                  | -                  | -                  | -                  | -                  | -           | -           | -           | -           | -           | 42     | 18     | 12     | 12     | 42,86      | 3º (prom.)        |
| Totale Brescia      | Totale Brescia   | Totale Brescia   | 76         | 28         | 28         | 20         |                 | 8               | 2               | 2               | 4               |                    | -                  | -                  | -                  | -                  |             | -           | -           | -           | -           | 84     | 30     | 30     | 24     | 35,71      |                   |
| 1980-1981           | Genoa            | B                | 38         | 17         | 14         | 7          | CI              | 4               | 0               | 3               | 1               | -                  | -                  | -                  | -                  | -                  | -           | -           | -           | -           | -           | 42     | 17     | 17     | 8      | 40,48      | 2º (prom.)        |
| 1981-1982           | Genoa            | A                | 30         | 6          | 13         | 11         | CI              | 4               | 2               | 2               | 0               | -                  | -                  | -                  | -                  | -                  | -           | -           | -           | -           | -           | 34     | 8      | 15     | 11     | 23,53      | 13º               |
| 1982-1983           | Genoa            | A                | 30         | 6          | 15         | 9          | CI              | 5               | 0               | 2               | 3               | -                  | -                  | -                  | -                  | -                  | -           | -           | -           | -           | -           | 35     | 6      | 17     | 12     | 17,14      | 11º               |
| 1983-1984           | Genoa            | A                | 30         | 6          | 13         | 11         | CI              | 5               | 2               | 2               | 1               | -                  | -                  | -                  | -                  | -                  | -           | -           | -           | -           | -           | 35     | 8      | 15     | 12     | 22,86      | 14º (retr.)       |
| 1984-1985           | Pisa             | B                | 38         | 17         | 16         | 5          | CI              | 7               | 2               | 3               | 2               | -                  | -                  | -                  | -                  | -                  | -           | -           | -           | -           | -           | 45     | 19     | 19     | 7      | 42,22      | 1º (prom.)        |
| 1985-1986           | Lazio            | B                | 38         | 11         | 14         | 13         | CI              | 5               | 2               | 3               | 0               | -                  | -                  | -                  | -                  | -                  | -           | -           | -           | -           | -           | 43     | 13     | 17     | 13     | 30,23      | 11º               |
| 1986-1987           | Pisa             | B                | 38         | 16         | 12         | 10         | CI              | 5               | 1               | 1               | 3               | -                  | -                  | -                  | -                  | -                  | -           | -           | -           | -           | -           | 43     | 17     | 13     | 13     | 39,53      | 1º (prom.)        |
| Totale Pisa         | Totale Pisa      | Totale Pisa      | 76         | 33         | 28         | 15         |                 | 12              | 3               | 4               | 5               |                    | -                  | -                  | -                  | -                  |             | -           | -           | -           | -           | 88     | 36     | 32     | 20     | 40,91      |                   |
| 1987-gen. 1988      | Genoa            | B                | 19         | 4          | 8          | 7          | CI              | 5               | 2               | 0               | 3               | -                  | -                  | -                  | -                  | -                  | -           | -           | -           | -           | -           | 24     | 6      | 8      | 10     | 25,00      | Eson.             |
| Totale Genoa        | Totale Genoa     | Totale Genoa     | 265        | 73         | 113        | 79         |                 | 41              | 12              | 15              | 14              |                    | -                  | -                  | -                  | -                  |             | -           | -           | -           | -           | 306    | 85     | 128    | 93     | 27,78      |                   |
| 1988-mag. 1989      | Empoli           | B                | 33         | 7          | 14         | 12         | CI              | 5               | 1               | 0               | 4               | -                  | -                  | -                  | -                  | -                  | -           | -           | -           | -           | -           | 35     | 8      | 14     | 16     | 22,86      | Eson.             |
| lug.-dic. 1989      | Cosenza          | B                | 15         | 2          | 7          | 6          | CI              | 2               | 0               | 1               | 1               | -                  | -                  | -                  | -                  | -                  | -           | -           | -           | -           | -           | 17     | 2      | 8      | 7      | 11,76      | Eson.             |
| gen.-giu. 1991      | Carrarese        | C1               | 19         | 4          | 11         | 4          | CI-C            | 1               | 0               | 1               | 0               | -                  | -                  | -                  | -                  | -                  | -           | -           | -           | -           | -           | 20     | 4      | 12     | 4      | 20,00      | Sub., 16º (retr.) |
| 1991-1992           | Carrarese        | C2               | 38         | 16         | 18         | 4          | CI-C            | 4               | 0               | 3               | 1               | -                  | -                  | -                  | -                  | -                  | -           | -           | -           | -           | -           | 42     | 16     | 21     | 5      | 38,10      | 2º (prom.)        |
| Totale Carrarese    | Totale Carrarese | Totale Carrarese | 57         | 20         | 29         | 8          |                 | 5               | 0               | 4               | 1               |                    | -                  | -                  | -                  | -                  |             | -           | -           | -           | -           | 62     | 20     | 33     | 9      | 32,26      |                   |
| 1992-1993           | Cremonese        | B                | 38         | 19         | 13         | 6          | CI              | 1               | 0               | 0               | 1               | -                  | -                  | -                  | -                  | -                  | CAI         | 7           | 5           | 2           | 0           | 46     | 24     | 15     | 7      | 52,17      | 2º (prom.)        |
| 1993-1994           | Cremonese        | A                | 34         | 9          | 14         | 11         | CI              | 2               | 0               | 1               | 1               | -                  | -                  | -                  | -                  | -                  | -           | -           | -           | -           | -           | 36     | 9      | 15     | 12     | 25,00      | 11º               |
| 1994-1995           | Cremonese        | A                | 34         | 11         | 8          | 15         | CI              | 4               | 0               | 2               | 2               | -                  | -                  | -                  | -                  | -                  | -           | -           | -           | -           | -           | 38     | 11     | 10     | 17     | 28,95      | 13º               |
| 1995-1996           | Cremonese        | A                | 34         | 5          | 12         | 17         | CI              | 2               | 1               | 1               | 0               | -                  | -                  | -                  | -                  | -                  | -           | -           | -           | -           | -           | 36     | 6      | 13     | 17     | 16,67      | 17º (retr.)       |
| Totale Cremonese    | Totale Cremonese | Totale Cremonese | 140        | 44         | 47         | 49         |                 | 9               | 1               | 4               | 4               |                    | -                  | -                  | -                  | -                  |             | 7           | 5           | 2           | 0           | 156    | 50     | 53     | 53     | 32,05      |                   |
| 1996-apr. 1997      | Napoli           | A                | 28         | 7          | 13         | 8          | CI              | 6               | 3               | 3               | 0               | -                  | -                  | -                  | -                  | -                  | -           | -           | -           | -           | -           | 34     | 10     | 16     | 8      | 29,41      | Eson.             |
| 1997-1998           | Inter            | A                | 34         | 21         | 6          | 7          | CI              | 6               | 4               | 0               | 2               | CU                 | 11                 | 8                  | 1                  | 2                  | -           | -           | -           | -           | -           | 51     | 33     | 7      | 11     | 64,71      | 2º                |
| lug.-nov. 1998      | Inter            | A                | 11         | 5          | 2          | 4          | CI              | 4               | 2               | 2               | 0               | UCL                | 7                  | 5                  | 1                  | 1                  | -           | -           | -           | -           | -           | 22     | 12     | 5      | 5      | 54,55      | Eson.             |
| Totale Inter        | Totale Inter     | Totale Inter     | 45         | 26         | 8          | 11         |                 | 10              | 6               | 2               | 2               |                    | 18                 | 13                 | 2                  | 3                  |             | -           | -           | -           | -           | 73     | 45     | 12     | 16     | 61,64      |                   |
| 1999-gen. 2000      | Piacenza         | A                | 16         | 2          | 5          | 9          | CI              | 4               | 2               | 1               | 1               | -                  | -                  | -                  | -                  | -                  | -           | -           | -           | -           | -           | 20     | 4      | 6      | 10     | 20,00      | Eson.             |
| lug.-ott. 2000      | Torino           | B                | 8          | 2          | 3          | 3          | CI              | 7               | 4               | 2               | 1               | -                  | -                  | -                  | -                  | -                  | -           | -           | -           | -           | -           | 15     | 6      | 5      | 4      | 40,00      | Eson.             |
| dic. 2001-2002      | CSKA Sofia       | A-PFG            | 19+10      | 7+4        | 4          | 8+6        | CB              | 5               | 3               | 1               | 1               | -                  | -                  | -                  | -                  | -                  | -           | -           | -           | -           | -           | 34     | 14     | 5      | 15     | 41,18      | Sub., 3º          |
| 2002-2003           | Ancona           | B                | 38         | 16         | 13         | 9          | CI              | 7               | 4               | 2               | 1               | -                  | -                  | -                  | -                  | -                  | -           | -           | -           | -           | -           | 45     | 20     | 15     | 10     | 44,44      | 4º (prom.)        |
| nov. 2003-2004      | Napoli           | B                | 33         | 9          | 16         | 8          | CI              | 0               | 0               | 0               | 0               | -                  | -                  | -                  | -                  | -                  | -           | -           | -           | -           | -           | 33     | 9      | 16     | 8      | 27,27      | Sub., 13º         |
| Totale Napoli       | Totale Napoli    | Totale Napoli    | 61         | 16         | 29         | 16         |                 | 6               | 3               | 3               | 0               |                    | -                  | -                  | -                  | -                  |             | -           | -           | -           | -           | 67     | 19     | 32     | 16     | 28,36      |                   |
| 2004-gen. 2005      | Siena            | A                | 18         | 3          | 7          | 8          | CI              | 3               | 2               | 1               | 0               | -                  | -                  | -                  | -                  | -                  | -           | -           | -           | -           | -           | 21     | 5      | 8      | 8      | 23,81      | Eson.             |
| ott. 2005-2006      | Lucchese         | C1               | 27         | 11         | 8          | 8          | CI+CI-C         | 0+8             | 0+3             | 0+2             | 0+3             | -                  | -                  | -                  | -                  | -                  | -           | -           | -           | -           | -           | 35     | 14     | 10     | 11     | 40,00      | Sub., 7º          |
| ott. 2011-mar. 2012 | Gubbio           | B                | 21         | 5          | 5          | 11         | CI              | 1               | 0               | 0               | 1               | -                  | -                  | -                  | -                  | -                  | -           | -           | -           | -           | -           | 22     | 5      | 5      | 12     | 22,73      | Sub., dimis.      |
| Totale carriera     | Totale carriera  | Totale carriera  | 963        | 310        | 362        | 291        |                 | 138             | 48              | 47              | 43              |                    | 18                 | 13                 | 2                  | 3                  |             | 7           | 5           | 2           | 0           | 1126   | 376    | 413    | 337    | 33,39      |                   |

## Palmarès

### Giocatore
- Coppa Italia: 1

Napoli: 1961-1962
- Campionato italiano di Serie B: 1

Genoa: 1972-1973

### Allenatore

#### Club

##### Competizioni nazionali
- Campionato italiano di Serie B: 3  (record)

Genoa: 1975-1976
Pisa: 1984-1985, 1986-1987

##### Competizioni internazionali
- Coppa Anglo-Italiana: 1

Cremonese: 1992-1993
- Coppa UEFA: 1

Inter: 1997-1998

#### Individuale
- L'allenatore dei sogni: 1

1994
- Trofeo Maestrelli: 1

1997
- Panchina d'oro: 1

1997-1998
- Inserito nella Hall of Fame del calcio italiano nella categoria Riconoscimenti alla memoria

2021